# Calle Padre Patiño (Formosa)
La calle Padre Patiño es una importante arteria de la Ciudad de Formosa. Es la calle n.º 30 según el enumerado del microcentro. Lleva el nombre del cura Patiño.

## Historia y recorrido
La arteria nace (Con el mismo nombre actual) en el año que se funda la Ciudad, 1879. Allí se encontraba dos plazas, la Independencia, ubicado en P. Patiño entre Pringles y Maipú, (enfrente de la Esc. N.º 1) y la Constitución en dicha calle (P. Patiño), entre Pilcomayo y Salta, (Pilcomayo era el nombre anterior de la Calle Fotheringham), actualmente allí se encuentra la planta potabilizadora de Aguas de Formosa. La arteria recorre un total de 1500 metros. Por dicho recorrido se encuentra las siguientes calles:
- González Lelong, donde nace
- Junín
- Corrientes
- Juan José Silva
- Maipú
- Pringles
- Saavedra
- España
- Av. 25 de Mayo
- J.M. Uriburu
- Brandsen
- Hipólito Irigoyen
- Fotheringham
- Salta
- Ayacucho
- Paraguay, y la Av. N. Uriburu, esta última que lo corta.[2]